# Romeo Singer
Romeo Gastón Singer Rodríguez (Santiago, 12 de mayo de 1975) es un actor chileno de teatro y televisión. Se hizo especialmente conocido por protagonizar la teleserie Fuera de control de Canal 13, en 1999.

## Biografía
Es el menor de tres hermanos. En su infancia, tomó clases de piano desde los ocho hasta los doce años, las que combinaba con su pasión por los videojuegos. Cursó estudios en el Colegio Hispano Americano, luego se cambió al Don Bosco y, posteriormente, al San Patricio. Descubrió su interés por el teatro, tras participar en el montaje de la obra La Niña en la Palomera, de Fernando Cuadra, mientras cursaba tercero medio.
Al igual que muchos otros actores, Romeo primero intentó seguir una carrera más tradicional (Traducción e Intérprete en Inglés y Español). Sin embargo, realiza su sueño y logra ingresar a la Escuela de Teatro de Fernando González.
En televisión debutó realizando bolos y participaciones especiales en teleseries de TVN como Estúpido Cupido, Sucupira, Loca Piel, Oro Verde. Alguna vez le fue a presentar su currículum a María Eugenia Rencoret, pero no fue tomado en cuenta por ella, según lo que él mismo señala.
A mediados de 1997, lo habían contactado desde Canal 13 para integrarse al elenco de la teleserie Amándote. Pero rechazó la oferta. Sin embargo, su llegada a la exestación católica se concreta en 1999, cuando le ofrecen protagonizar Fuera de Control, interpretando a Rodrigo Duarte -aunque también hizo casting para el rol que después encarnó Luciano Cruz-Coke. Si bien la teleserie fue ampliamente superada por La Fiera, de la red estatal, su personaje alcanzó gran notoriedad y la telenovela llegó a ser considerada como objeto de culto por sus seguidores, gracias a las retransmisiones posteriores que consiguió.
En el año 2000, se integra a Sabor a Ti. El año 2001, participa en Corazón Pirata. Durante un año, se desempeñó como musicalizador en el programa de servicio y ayuda social, Hola Andrea, de Mega. En el 2004, interpreta a Víctor Hugo Infante, en Tentación, su última teleserie hasta la fecha.
Participó además en series y unitarios como El día menos pensado, La Vida es una Lotería, Amango, etc.
En el año 2011 forma su propia productora de teatro, que mantiene hasta la actualidad. Además, realiza un diplomado en Gestión Comercial y Responsabilidad Social y Empresarial, materias que ha aplicado en trabajos como, por ejemplo, director de cuentas corporativas, en MG Consulting, durante tres años. Es ahí donde desarrolla su nuevo interés por las comunicaciones.
El 2015, crea Key Consulting, empresa dedicada a realizar asesorías internas o externas, tanto a otras entidades, como a personajes públicos, con el fin de entregarles herramientas adecuadas para lograr una comunicación eficiente.
En el año 2016, vuelve a reencontrarse en pantalla con Úrsula Achterberg, protagonizando un episodio de Lo que callamos las mujeres de CHV, programa de unitarios en el que Romeo ha participado en más de una ocasión.
En el año 2018, retorna a las teleseries, realizando una participación especial en Verdades Ocultas. En 2020 apareció en 100 días para enamorarse.